# Космецевтика
Космецевтика — направление, сформированное на стыке косметологии и фармакологии. Косметические продукты, обладающие теми или иными преимуществами, связанными с их реальным, заявленным и/или предполагаемым положительным действием. Нередко производители заявляют о сходстве космецевтиков с лекарственными препаратами, разработкой которых в интересах косметологии ранее занималась исключительно Лечебная косметика.

## История
Применение термина началось ещё в первой половине 20 века, одно из описаний космецевтики было предложено в 1961 году Рэймондом Ридом. Некоторые считают, что термин был предложен А. Клигманом в 1980 году, как слияние слов косметика и фармацевтика, однако он лишь популяризировал давно известное словосочетание.

## Критика
Основной проблемой космецевтики в настоящее время является создание адекватного законодательного регулирования космецевтических продуктов. Это связано с тем, что производство косметики не требует проведения глубоких исследований и клинических испытаний. Основным критерием качества косметики является её незасоренность различными микроорганизмами. С лекарствами дела обстоят сложнее. Прежде чем новое лекарство появится на прилавке, требуется большой промежуток времени для его исследований.
В России космецевтика не выделена законодательством в отдельную категорию. Однако несмотря на это обстоятельство, в России активно ведется продажа т. н. «лечебной косметики», которая в настоящее время превратилась в России в синоним слова «космецевтика».

## Лечебная косметика
Лечебная косметика представляет собой косметику, в состав которой входят лекарственные средства. В США такую косметику относят к категории «космецевтика» и не относят к категории «косметика», поскольку, как считает FDA, «косметика не может быть одновременно и медикаментом, и лекарством».
Однако некоторые виды косметики, по мнению FDA, могут быть отнесены как к категории косметики, так и к категории лекарств. Например, шампуни для волос относятся к косметике, поскольку они служат для очищения волос от грязи. Однако шампуни против перхоти относятся и к косметике, и к лекарствам. Считаются и косметикой, и лекарствами зубная паста, которая содержит фтор, дезодоранты и средства от пота, а также различные увлажняющие кремы, обладающие солнцезащитными свойствами. Кроме того, эмоленты (увлажняющие кремы) согласно мировым и российским клиническим рекомендациям относятся к средствам базовой терапии атопического дерматита, то есть выполняют лечебную и профилактическую функцию, несмотря на отсутствие регуляторной базы для этого. Множество средств, относящихся к косметической продукции, содержит активные фармацевтические субстанции, являющиеся фармакопейными в РФ и/или других государствах (например, глицерретовая кислота, кофеин, ментол, мочевина, метил салицилат, транексамовая кислота, аминофиллин, эскулин и т.д.).
В России «лечебная косметика» наряду с космецевтикой также не выделена законодательством в отдельную категорию. Её продажа не контролируется государственными органами. Согласно ТР ТС 009/2011 косметика "не имеет права" обладать лечебными или профилактическими эффектами. Таким образом, наблюдается несовершенство законодательной базы: несмотря на очевидное наличие лечебно-профилактических эффектов, производители не имеют права о них заявлять. 

## Нутрикосметика
Нутрикосметика — это биологически активные добавки к пище, улучшающие состояние кожи, волос и ногтей. От лекарственных средств их отличает более низкая концентрация действующих веществ и гораздо меньший риск побочных эффектов. А от косметологических продуктов — способ применения. Поскольку эта область практически не контролируется, имеется значительный риск нарушения контроля качества подобных продуктов, и недобросовестности производителей, которые могут не контролировать либо намеренно допускать появление или превышение содержания активных фармацевтических субстанций или потенциально опасных веществ в БАДах.

### История нутрикосметики
Родиной нутрикосметики считается Франция — столица моды и красоты. В 80-х гг. в Европе заговорили о «таблетках красоты», спасающих от преждевременного старения кожи под воздействием возраста и стрессов. Между тем японцы придумали похожие таблетки ещё раньше: в 60-х гг. там уже начали использовать препараты, которые способствовали улучшению состояния кожи.
Первенство в потреблении нутрикосметики принадлежит француженкам. По статистике, во Франции около 20 % женщин принимают «таблетки красоты». Второй по величине — американский рынок. Не отстает от США и Япония.

### Группы нутрикосметических препаратов
По своему воздействию нутрикосметические средства делятся на несколько групп:
- средства для оздоровления и придания естественного блеска волосам и ногтям;
- средства, сводящие к минимуму результаты старения кожи;
- антицеллюлитные препараты, противоотечные средства, таблетки для похудения;
- средства для безопасного загара.

### Область действия нутрикосметических препаратов
Нутрикосметические препараты получили широкое распространение в области современной косметологии, благодаря своему направленному действию.
На сегодняшний день связь между косметическими средствами, процедурами и биологически активными добавками становится все более очевидной. Использование только наружных косметических средств и косметических процедур для коррекции возрастных изменений кожи не всегда дает желаемый эффект. По мнению косметологов, насыщение кожи, волос, ногтей полезными веществами должно заполнять пространства между слоями, а увлажнители помогают клеткам кожи поглощать и удерживать влагу в этих слоях.
Полное отсутствие эффекта от использования средств нутрикосметики может быть связано с гастроэнтерологическими проблемами и нарушением всасывания активных компонентов в желудочно-кишечном тракте.

### Состав нутрикосметических препаратов
Наиболее часто используемые в составе нутрикосметических препаратов компоненты:
- витамин A, который способствует обновлению клеток; а также стимулирует синтез коллагена, улучшает качество вновь образующейся ткани[10];
- витамины группы B, защищающие кожу, участвующие в синтезе белков;
- витамин C, стимулирующий хорошее кровообращение. Участвует в регулировании окислительно-восстановительных процессов, углеводного обмена, свертываемости крови, регенерации тканей; уменьшает сосудистую проницаемость[11];
- коэнзим Q10, замедляющий процессы старения, повышает эластичность и тонус кожи, замедляет процессы старения, уменьшает глубину морщин[12];
- витамин E, надежно защищающий от ультрафиолета, предотвращает образование тромбов и способствует их рассасыванию, улучшает питание клеток;
- базовые жирные кислоты, которые делают кожу эластичной;
- цинк, способствующий росту густых волос.